# Один: Космический корабль «Звёздный свет»
Odin: Photon Sailer Starlight (яп. オーディーン　光子帆船スターライト Один Коси Хансэн Сэта раито, Один: Космический корабль «Звёздный свет»), известный как Odin: Starlight Mutiny — фантастический аниме-фильм 1985 года.
В 2007 году фильм был озвучен на русском языке студией «Камертон» и издан на DVD компанией MC Entertainment.

## Сюжет
2099 год. Космический корабль «Звездный свет», использующий для полета эффект «фотонного паруса», отправляется в своё первое путешествие. По дороге экипаж подбирает в космосе Сару, единственную выжившую после катастрофы другого корабля. Постепенно к девушке возвращается память — она рассказывает о существовании на планете Один инопланетной цивилизации. Несмотря на протест умудренного опытом капитана, молодые члены экипажа, которым не терпится встретиться с инопланетянами, прокладывают новый курс — курс на Один.

## Персонажи
- Тосио Фурукава — Акира Цукуба
- Хидэюки Хори — Мамору Нельсон
- Кэйко Хан — Сара Сианбейкер
- Горо Ная — Сёносукэ Курамото
- Таро Исида — Ёрсгорд
- Тэссё Гэнда — Бергер
- Такэси Като — Бу Судзука
- Тору Фуруя — Дзиро Исигэ
- Норио Вакамото — Наоки Рё
- Нобору Мацухаси — Сайборг

## Авторский состав
- Авторы сценария — Касахара Кадзуо, Масуда Тосио и Ямамото Эйити
- Режиссёры — Сирато Такэси, Масуда Тосио и Ямамото Эйити
- Дизайнеры персонажей — Кацумата Гэки и Такахаси Синъя
- Композиторы — Миягава Хироси, Ханэда Кэнтаро, Такахаси Нобору, Амано Масамити и Андзай Фумитака

## Критика
Фильм был плохо принят публикой. Основная причина — неопределённая концовка (поскольку изначально планировалась трилогия). Песня хэви-метал-группы Loudness не очень хорошо компонировала с космической тематикой, поэтому многие удивились её присутствию. Также многие считали это неудачной попыткой продюсера Нисидзаки «отомстить» Мацумото, с которым у него была судебная тяжба по поводу авторских прав на Space Battleship Yamato.

Неоднозначный фильм, особенно по нынешним временам. С одной стороны, «Один» имеет славу одного из скучнейших аниме в истории. Его практически невозможно высидеть от начала до конца, не отвлекаясь. С другой стороны, это хоть и не особо внятная, но в целом красивая фантастическая история, обладающая несомненной ностальгической ценностью для любителей аниме в возрасте за тридцать.— АнимеГид, № 24